# Villa Cimena
Villa Cimena è una storica residenza neoclassica di Castagneto Po in Piemonte.

## Storia
La villa nacque nel 1663 come residenza di campagna per la nobile famiglia Turinetti di Priero e in seguito fu venduta al conte Ignazio Thaon di Revel. Fu solamente nel 1844 che la villa assunse le sue fattezze attuali, anno in cui il conte Ottavio Thaon di Revel, ministro delle finanze, ne decise la trasformazione in senso neoclassico, affidando il progetto all'architetto Carlo Sada. L'ampio parco della residenza venne invece realizzato in pochi anni a partire dal 1847 e venne curato dall'architetto paesaggista Marcellino Roda, allievo di Xavier Kurten.
Nel 1969 villa e tenuta furono acquistati da Renato Rosso che iniziò gli interventi di recupero e restauro degli interni.

## Descrizione
La villa sorge in posizione panoramica sulle colline del Po. L'architettura della residenza fa esplicito riferimento ai canoni architettonici palladiani: la facciata principale presenta un doppio portico a ordini sovrapposti, ionico nella parte inferiore e corinzio nella parte superiore, sormontato da un frontone triangolare. L'accesso alla villa è reso possibile tramite un viale alberato al termine del quale due ampie scalinate semicircolari conducono al giardino di delizia, una raffinata terrazza panoramica con aiuole e percorsi irregolari, che si frappone tra la villa stessa e il parco che la circonda. Il retro della villa è occupato da un giardino all'inglese, nel quale si trova un laghetto ideato dallo stesso Sada.
L'interno ospita arredi, dipinti e scultura d'epoca, nonché una collezione di maioliche. Le sale più importanti sono la sala verde, con arredi veneziani settecenteschi; il salone centrale, o sala gialla, che presenta lesene tra le finestre; la sala rossa, con arredi neoclassici; la sala del biliardo; la biblioteca; la galleria, con i suoi sedili a gondola; la cappella dedicata a San Maurizio; lo scalone con quattro dipinti a tema mitologico di mano di Claudio Francesco Beaumont; la camera dei cigni; la camera dei putti; la camera azzurra con mobili di Giuseppe Maria Bonzanigo; la camera veneziana; la camera avorio; la camera verde.
La villa è circondata da un parco disegnato da Marcellino Roda, allievo di Xavier Kurten, che fu attivo anche nel castello di Racconigi.

## Nella cultura di massa
La villa è comparsa nelle scene di diversi film e serie come La donna della domenica, Cento vetrine, La traviata, Paura d'amare.